# Serie Mundial de 1905
La Serie Mundial de 1905 de béisbol fue disputada entre New York Giants y Philadelphia Athletics. Los Giants, ganadores de la Liga Nacional por segunda vez consecutiva, habían rechazado jugar el clásico de otoño en 1904 frente a Boston Americans por decisión de su presidente John T. Brush. Sin embargo, decidieron afrontar al campeón de la Liga Americana el año siguiente y el mismo Brush estableció una serie de reglas de campo, y también financieras, que regirían el evento. Tales disposiciones son conocidas como Brush Rules e incluyeron el formato de establecer el campeón al mejor de siete juegos.
Los neoyorquinos enfrentaron a Philadelphia Athletics con un grupo estelar de cinco lanzadores encabezados por Christy Mathewson quien había tenido al menos treinta juegos ganados esa temporada y por tercera ocasión consecutiva. La serie estuvo empatada a una victoria por equipo, pero Nueva York ganó los demás encuentros obteniendo el título. El mismo Mathewson obtuvo una marca de 3-0, todas por blanqueadas. De hecho, todos los juegos fueron decididos de esta manera. Entre otras hazañas, el juego cuatro enfrentó a los lanzadores Eddie Plank (PHI) y Joe McGinnity (NY) en el que es considerado uno de los duelos de monticulistas más célebres de Series Mundiales.

## Desarrollo

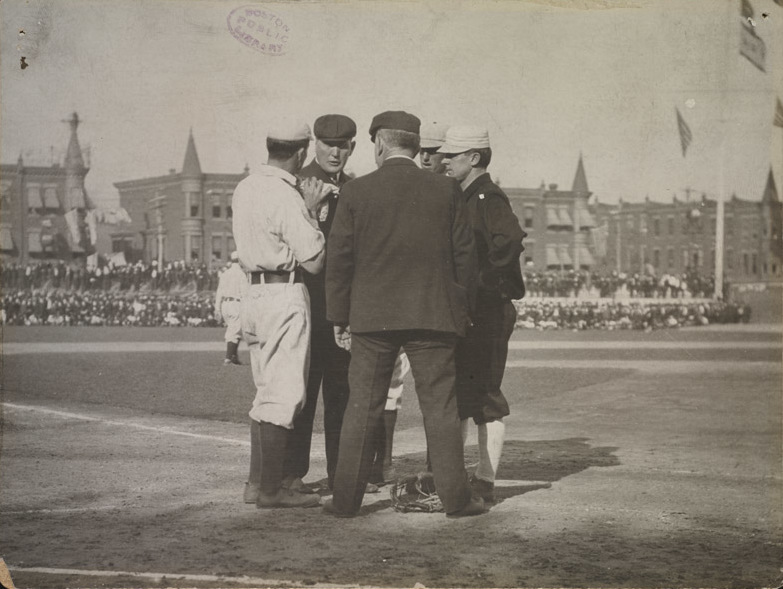
Reunión de umpires y managers antes de iniciar un juego de la serie en Filadelfia.

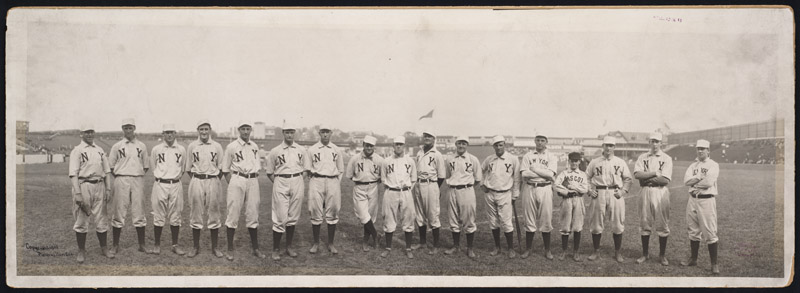
Los New York Giants.

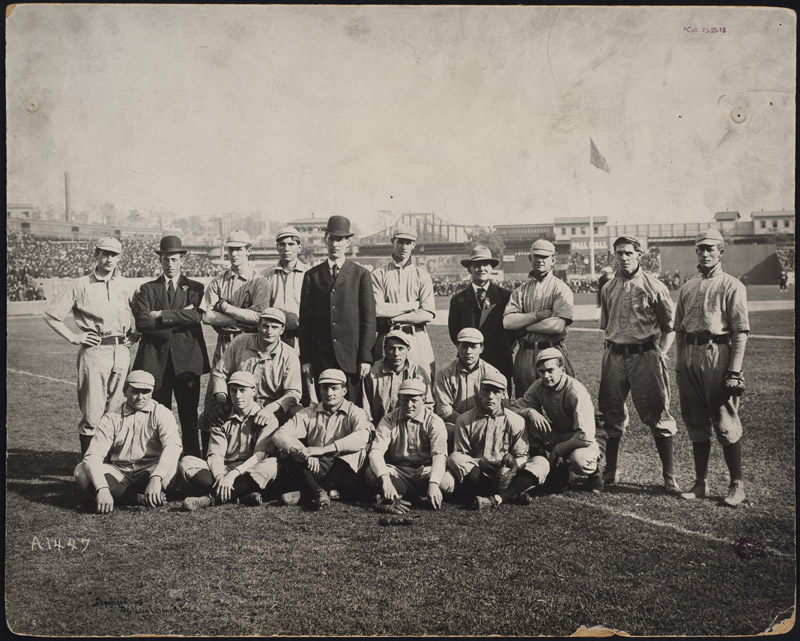
Los Philadelphia Athletics y su mánager Connie Mack.

### Juego 1
- Día: 9 de octubre
- Estadio: Columbia Park
- Lugar: Filadelfia
- Asistencia: 17.955
- Umpires:  HP - Jack Sheridan, 1B - Hank O'Day,

| Equipo                                          | 1 | 2 | 3 | 4 | 5 | 6 | 7 | 8 | 9 | C | H  | E |
| ----------------------------------------------- | - | - | - | - | - | - | - | - | - | - | -- | - |
| New York                                        | 0 | 0 | 0 | 0 | 2 | 0 | 0 | 0 | 1 | 3 | 10 | 1 |
| Philadelphia                                    | 0 | 0 | 0 | 0 | 0 | 0 | 0 | 0 | 0 | 0 | 4  | 0 |
| G: Christy Mathewson (1-0) P: Eddie Plank (0-1) |   |   |   |   |   |   |   |   |   |   |    |   |

- Box score y detalle de jugadas

### Juego 2
- Día: 10 de octubre
- Estadio: Polo Grounds IV
- Lugar: New York
- Asistencia: 24.992
- Umpires:  HP - Hank O'Day, 1B - Jack Sheridan

| Equipo                                       | 1 | 2 | 3 | 4 | 5 | 6 | 7 | 8 | 9 | C | H | E |
| -------------------------------------------- | - | - | - | - | - | - | - | - | - | - | - | - |
| Philadelphia                                 | 0 | 0 | 1 | 0 | 0 | 0 | 0 | 2 | 0 | 3 | 6 | 2 |
| New York                                     | 0 | 0 | 0 | 0 | 0 | 0 | 0 | 0 | 0 | 0 | 4 | 2 |
| G: Chief Bender (1-0) P: Joe McGinnity (0-1) |   |   |   |   |   |   |   |   |   |   |   |   |

- Box score y detalle de jugadas

### Juego 3
- Día: 12 de octubre
- Estadio: Columbia Park
- Lugar: Philadelphia
- Asistencia: 10.991
- Umpires:  HP - Jack Sheridan, 1B - Hank O'Day

| Equipo                                           | 1 | 2 | 3 | 4 | 5 | 6 | 7 | 8 | 9 | C | H | E |
| ------------------------------------------------ | - | - | - | - | - | - | - | - | - | - | - | - |
| New York                                         | 2 | 0 | 0 | 0 | 5 | 0 | 0 | 0 | 2 | 9 | 9 | 1 |
| Philadelphia                                     | 0 | 0 | 0 | 0 | 0 | 0 | 0 | 0 | 0 | 0 | 4 | 4 |
| G: Christy Mathewson (2-0) P: Andy Coakley (0-1) |   |   |   |   |   |   |   |   |   |   |   |   |

- Box score y detalle de jugadas

### Juego 4
- Día: 13 de octubre
- Estadio: Polo Grounds IV
- Lugar: New York
- Asistencia: 13.598
- Umpires:  HP - Hank O'Day, 1B - Jack Sheridan

| Equipo                                      | 1 | 2 | 3 | 4 | 5 | 6 | 7 | 8 | 9 | C | H | E |
| ------------------------------------------- | - | - | - | - | - | - | - | - | - | - | - | - |
| Philadelphia                                | 0 | 0 | 0 | 0 | 0 | 0 | 0 | 0 | 0 | 0 | 5 | 1 |
| New York                                    | 0 | 0 | 0 | 1 | 0 | 0 | 0 | 0 | x | 1 | 5 | 0 |
| G: Joe McGinnity (1-1) P: Eddie Plank (0-2) |   |   |   |   |   |   |   |   |   |   |   |   |

- Box score y detalle de jugadas

### Juego 5
- Día: 14 de octubre
- Estadio: Polo Grounds IV
- Lugar: New York
- Asistencia: 24.187
- Umpires:  HP - Jack Sheridan, 1B - Hank O'Day

| Equipo                                           | 1 | 2 | 3 | 4 | 5 | 6 | 7 | 8 | 9 | C | H | E |
| ------------------------------------------------ | - | - | - | - | - | - | - | - | - | - | - | - |
| Philadelphia                                     | 0 | 0 | 0 | 0 | 0 | 0 | 0 | 0 | 0 | 0 | 5 | 0 |
| New York                                         | 0 | 0 | 0 | 0 | 1 | 0 | 0 | 1 | x | 2 | 5 | 2 |
| G: Christy Mathewson (3-0) P: Chief Bender (1-1) |   |   |   |   |   |   |   |   |   |   |   |   |

- Box score y detalle de jugadas

|                                                         |
| Campeón de las Grandes Ligas New York Giants 1.º título |